# The Stanley Parable
The Stanley Parable – komputerowa gra przygodowa, wyprodukowana przez studio Galactic Cafe. Gra została wydana 17 października 2013 na platformę PC.

## Rozgrywka
The Stanley Parable to narracyjna gra przygodowa, będąca rozszerzoną i ulepszoną wersją modyfikacji z 2011 roku. Gracz kieruje Stanleyem, pracownikiem numer 427 wielkiej korporacji. Jego głównym zadaniem jest wykonywanie zadań wyświetlanych na ekranie monitora, gdy jednak zadania przestają się wyświetlać zmuszony jest on do opuszczenia swojego biura i eksploracji budynku.
Podczas gry rozlega się głos narratora, opowiadającego historię Stanleya. Gracz może postępować zgodnie z jego słowami lub je ignorować, na co narrator reaguje w różny sposób, często sarkastycznie komentując poczynania gracza lub próbując zmusić go do posłuszeństwa. Gra ma wiele różnych zakończeń, zależnych od wyborów gracza.

## Odbiór
Trzy dni po wydaniu gry została ona sprzedana w 100 000 egzemplarzy, a rok po premierze jej sprzedaż wyniosła milion.

## The Stanley Parable: Ultra Deluxe
The Stanley Parable: Ultra Deluxe to wersja The Stanley Parable wydana 27 kwietnia 2022 przez studio Crows Crows Crows, która oprócz lekko zmodyfikowanej bazowej gry, zawiera kilkadziesiąt nowych zakończeń, w tym odnoszących się do recenzji i odbioru oryginalnej gry oraz do koncepcji sequeli. Wersja Ultra Deluxe oprócz na komputer osobisty, została wydana także na PlayStation 4, PlayStation 5, Xbox One, Xbox Series X/S, Nintendo Switch, platformy na które oryginalna wersja nie została wydana.